# Betafit

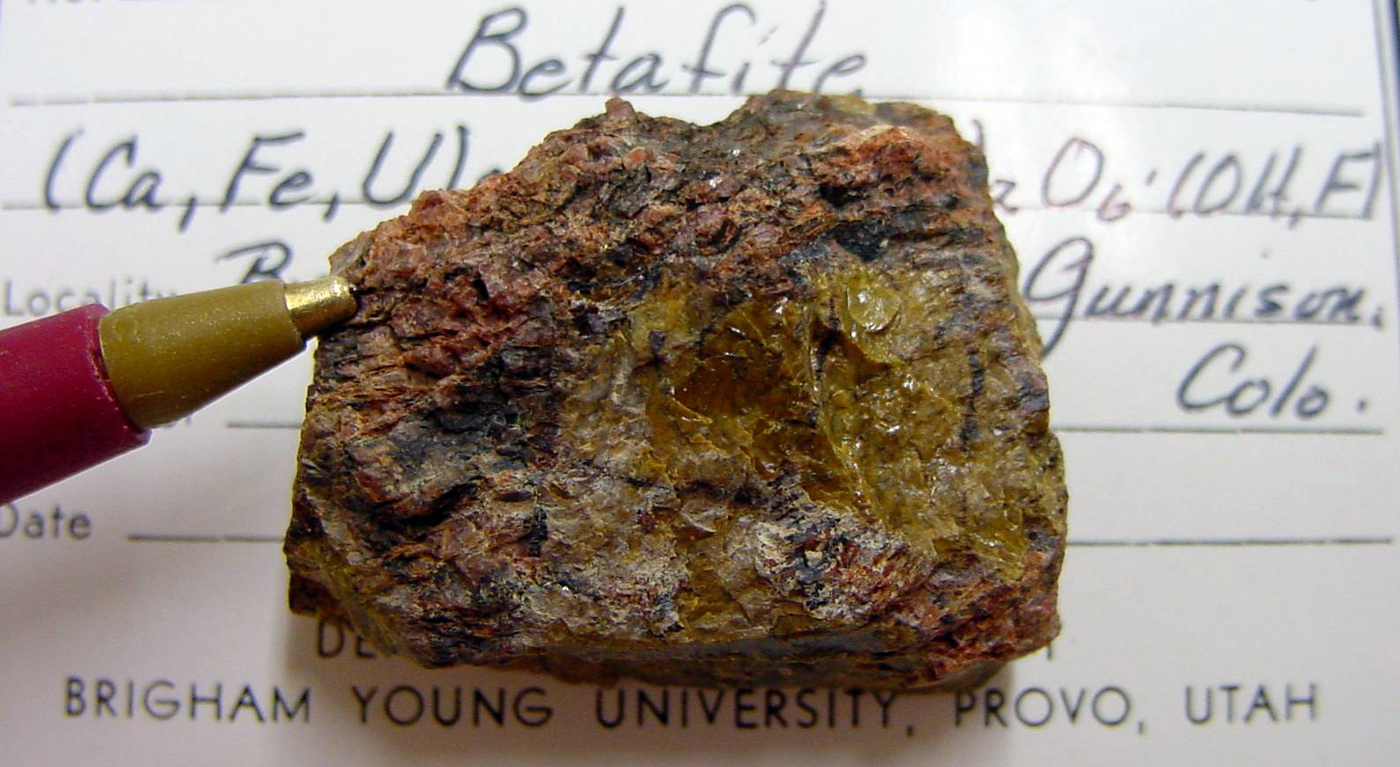
Betafit, Gunnison, Colorado

Betafit là một khoáng vật thuộc siêu nhóm pyrochlore, với công thức hóa học (Ca,U)2(Ti,Nb,Ta)2O6(OH). Betafit đặc biệt xuất hiện ở dạng khoáng vật chính trong pegmatit granit, hiếm trong carbonatit.